# Ciénaga de Oro
Ciénaga de Oro – miasto w Kolumbii, w departamencie Córdoba.